# Claudia Acuña
Claudia Acuña (Santiago de Chile, 3 de julio de 1971) es una cantante chilena de jazz considerada como la más exitosa artista del jazz chileno de todos los tiempos. Desde 1995 reside en Nueva York, Estados Unidos.

## Trayectoria
Se destaca principalmente por cantar jazz standards, baladas, y bossa nova, como también por desarrollar y dar a conocer el folclore de Chile en Estados Unidos y el mundo del jazz.
A finales de los años 90' firma con el sello Verve, una de las más prestigiosos sellos discográficos de jazz de todo el mundo, en donde graban figuras como Diana Krall y Natalie Cole.
También en sus viajes a Chile se ha dedicado a ofrecer conciertos gratuitos en espacios abiertos en comunas populares y populosas como Maipú, Cerro Navia, San Joaquín y Conchalí, acompañada de su cuarteto y como lady crooner de la Conchalí Big Band.
En 2008 Claudia Acuña cambió de casa discográfica motivada por el saxofonista Branford Marsalis y su sello Marsalis Music, en donde es la principal apuesta. En él lanza el disco Color de un sueño, en donde se presentan arreglos de la música folclórica chilena de figuras como Víctor Jara y Violeta Parra.
Se ha presentado en dos oportunidades en el Festival Internacional Providencia Jazz realizado en Chile, en 2003 y 2009.
Acuña es portavoz para la organización World Vision Chile, lo cual subraya su compromiso más allá de la música.

## Discografía
- Wind from the South (Verve, 2000)
- Rhythm of Life (Verve, 2002)
- Luna (Maxjazz, 2004)
- In These Shoes (Zoho Music, 2008)
- En este momento (Marsalis Music, 2009)
- Turning Pages (Plaza Independencia, 2018)